# Anthoactis armauerhanseni
Anthoactis armauerhanseni is een Cerianthariasoort uit de familie van de Cerianthidae. De wetenschappelijke naam van de soort is voor het eerst geldig gepubliceerd in 1932 door Leloup.